# 大南门街道
大南门街道，是中华人民共和国贵州省貴陽市南明区一个已撤销的街道办事处。
2012年前，下辖：尚武巷社区、护国路社区、富水南路社区、白沙巷社区和会文巷社区。2012年8月14日，贵阳市人民政府通知决定撤销49个街道办事处，设立90个社区服务中心。